# Pichl bei Wels
Pichl bei Wels – gmina targowa w Austrii, w kraju związkowym Górna Austria, w powiecie Wels-Land. Liczy 2790 mieszkańców (1 stycznia 2015).